# Pavijani
Pavijani (lat. Papio) su rod primata iz porodice majmuna staroga svijeta (Cercopithecinae). 
Vrste ovog roda naseljavaju Afriku i Arabiju. Postoji šest vrsta pavijana, obično poznatih kao: grivasti pavijan, gvinejski pavijan, maslinasti pavijan, žuti pavijan, kinda pavijan i medvjeđi pavijan. Svaka vrsta je porijeklom iz jednog od pet područja Afrike, a grivasti pavijan porijeklom je iz dijela Arapskog poluotoka. Šest vrsta pavijana su neki od najvećih nečovjekolikih članova reda primata. Ranije su blisko srodni gelada pavijan (rod Theropithecus) i dvije vrste (mandril i dril) iz roda Mandrillus svrstavani u isti rod, a ovi majmuni staroga svijeta se i dalje nazivaju pavijanima u svakodnevnom govoru. Masa i visina razlikuju im se od vrste do vrste. Gvinejski pavijan visok je 50 cm i teži samo 14 kg, dok je najveći medvjeđi pavijan, koji može dostići 120 cm i težinu od 40 kg.
Pavijani se razlikuju po veličini i težini, ovisno od vrste. Najmanji, kinda pavijan dug je 50 cm i teži samo 14 kg, dok je najveći, medvjeđi pavijan, dug do 120 cm i teži oko 40 kg. Svi pavijani imaju duge njuške nalik psima, teške, snažne vilice s oštrim zubima, dobro postavljene oči, gusto krzno, osim na njuškama, kratke repove i jastučiće kože bez dlačica, bez dlaka su na isturenim stražnjicama, koje omogućavaju udobno sjedenje. Mužjaci grivastoga pavijana imaju velike bijele grive. Pavijani imaju seksualni dimorfizam u veličini, boji i/ili razvoju zuba.
Pavijani su životinje, koje tijekom dana borave na tlu, ali noću spavaju na drveću ili na visokim liticama ili kamenju, daleko od grabežljivaca. Nalaze se u otvorenim savanama i šumama širom Afrike. Oni su svejedi: uobičajeni izvori hrane su: trave, sjeme, korijenje, lišće, kora, razno voće, kukci, ribe, školjke, glodavci, ptice i male antilope. Njihovi glavni grabežljivci: su nilski krokodili, leopardi, lavovi i hijene. Većina pavijana živi u hijerarhijskim grupama, koje sadrže hareme. Mogu glasovnim razmjenama utvrditi kakvi su odnosi dominacije između jedinki.
Ženke obično rađaju nakon šestomjesečne trudnoće, obično jednoga mladunca. Ženke imaju tendenciju biti primarni skrbnici mladih, iako nekoliko ženki može dijeliti dužnosti svih svojih potomaka. Potomci se odbiju od dojenja nakon otprilike godinu dana. Spolnu zrelost dostižu s oko pet do osam godina. Mužjaci napuštaju svoju grupu, obično prije nego što dostignu spolnu zrelost, dok većina ženki ostaje u istoj grupi cijeli život. Pavijani u zatočeništvu žive do 45 godina, dok u divljini u prosjeku imaju između 20 i 30 godina.